# Lowlands 2016
Lowlands 2016 (voluit: A Campingflight to Lowlands Paradise) is een Nederlands muziek- en cultuurfestival dat plaatsvond op 19, 20 en 21 augustus in Biddinghuizen. Het was de 24e editie. Net als in 2015 raakte het festival niet geheel uitverkocht: van de 55.000 kaarten verkocht de organisatie er ca. 50.000.
Yuri van Gelder voerde tijdens het festival zijn olympische ringenoefening uit. Hij had vlak daarvoor de olympische finale gemist, nadat het NOC*NSF hem geschorst had na vermeend wangedrag.

## Artiesten
| - Abstract - Alunageorge - Amnesia Scanner - Analog Africa Presents: Bitori - Anderson .Paak & The Free Nationals - Andy C - Andy Frasco - Anna Meredith - Aurora - Bazart - Ben Penn - Ben Westbeech - Benny Rodrigues & De Sluwe Vos - Biffy Clyro - Bohemian Betrayers - Bombay - Børns - Boye - Brian Fallon & The Crows - Broederliefde - Caravan Palace - Carista - Cassius - Causes - Charlotte OC - Chase & Status - Chvrches - Cloves - Collabs ft. Chris Liebing & Speedy J - Damian Marley - David Cornelissen - De Likt - De Staat - Die Antwoord - Disclosure - Disco Dolly Soundsystem - DJ Nigga Fox - DJ Overdose - Doctor Krapula - Donnie - Dua Lipa - Dub Inc - Eagles of Death Metal - Edward Sharpe and The Magnetic Zeros - Elias - Elias Mazian - España Circo Este - Evian Christ - Fatima al Qadiri - Fiesta Macumba - Flatbush Zombies - Foals - Frank Carter & The Rattlesnakes - FS Green - Gallowstreet | - Giraffage - Gnash - Gurney-Champion - Hans Teeuwen - Hef - Hermitude - Highly Suspect - Hollywood Undead - Hunee - Indian Askin - Islam Chipsy & EEK - Ivy Lab - Izzy Bizu - Jack Garratt - Jake Bugg - James Blake - Jameszoo - Jamie Woon - Jarreau Vandal - Jeff Solo - John Coffey - Jungle By Night Soundsystem - Kamasi Washington - Kaytranada - Kees van Hondt - King Gizzard & The Lizard Wizard - Klangstof - Klimrek - LCD Soundsystem - Leadbeaters - Lido - Lion Kojo - Local Natives - Logic - M83 - Mairo Nawaz - Makam - Matt Corby - Max Abysmal - Michelle David & The Gospel Sessions - Mick Jenkins - Miike Snow - Mikael Seifu - Mr. Mendel - Mr. Ties - Mr. Wix - Murdock - Muse - Nao - Noel Gallagher's High Flying Birds - Noisia - Oh Wonder - Orpheu the Wizard - Oscar and the Wolf - Otherkin | - Palms Trax - Parkway Drive - Paul Kalkbrenner - Philip Glass - Post Malone - Pumarosa - Radio Noet Noet - Rag'n' Bone Man - Recondite - Rødhåd - Roel de Boer - Roni Size & Krust present Full Cycle ft. Dynamite - Roosevelt - RY X - SBMG - Section Boyz - Sevn Alias - Shells - Sigur Rós - Siroj - Sleeping With Sirens - Soom T - Steffi - Stuff. - Sum 41 - Sunny Sjoerd - Tale of Us - The Academic - The Black Madonna - Thee Oh Sees - The Internet - The Kills - The Last Shadow Puppets - The Neighbourhood - The Range - The Rumjacks - Tiga (live) - Tiggs da Author - Tom Odell - Tourist LeMC - Transylvania Damn Fun - Tsar B - Venz - Vic Crezée - Warhola - Warpaint - Waxfriend - Weval - Whitney - Willy Party - Wolfmother - Woodie Smalls - Woody - World Wide Bangers - Xixa - Zwarte Koffie |